# Innocent Venus
Innocent Venus (яп. イノセント・ヴィーナス Иносэнто Винасу, Невинный Венус) — японский аниме-сериал, выпущенный студией Brain's Base. Начал впервые транслироваться по телеканалу WOWOW с 16 июля по 15 декабря 2006 года. При создании сериала частично была использована графика сэл-шейдинга. Сериал был лицензирован компанией ADV Films в 2007 году для показа на территории США (за $120,000). 11 июля 2008 года компания объявила, что прекращает выпуск аниме на DVD изданиях.

## Сюжет
Действие происходит в футуристическом 2010 году. В результате гигантских ураганов и многих прочих факторов, 5 миллиардов людей были уничтожены, США, Россия и Европа покрылась льдом. Меньше всего пострадала Япония, однако в стране возникла мощная классовая сегрегация, элитная прослойка общества — логосы стали контролировать все ресурсы страны, создав особые зоны, они также управляют левинасами, представителями низшего класса, которые еле сводят концы с концами и обитают с специально отведённых для них гетто. Левинасам также запрещено находиться с специальных зонах, поэтому среди бедных гуляют сепаратистские настроения, были образованы боевые группы, который ведут борьбу против логосов. 
Теперь государство ведёт охоту на девочку по имени Сана, которая обладает уникальными способностями, ей будет помогать молодой парень по имени Дзин, а позже и другие союзники.

## Список персонажей
Сана Нобуто (яп. 登戸沙那)
Сэйю: Надзука Каори
Главная героиня и таинственная девочка, которая не помнит о своём прошлом. Её защищает Дзё и Дзин, при очередной попытке сбежать от военных сил. Сана очень привязана с Дзину, и одновременно боится Дзё. Сами Дзё и Дзин являются дезертирами элитного подразделения Фантом и потому их разыскивают вместе с Саной. По мере развития сюжета, Сана всё ближе подходит к разгадке своего прошлого, и кто она такая.
Дзё Кацураги (яп. 葛城　丈 Дзё Кацураги)
Сэйю: Нодзима Кэндзи
Молодой темноволосый парень, немногословный, а одновременно обладает смертельными боевыми способностями. Беспощадно и с «лёгкостью» поражает врага. Дзин является первым напарником, с которым он ужился, так как предыдущие либо сами уходили из-за страха к Дзё, или были убиты им самим. Из-за недавних событий лояльно относится с Дзину и даже защищает его. Несмотря на то, что Сана боится Дзё, он очень дорожит ей и стремится всегда защищать девочку.
Дзин Цурасава (яп. 鶴沢　仁 Дзин Цурасава)
Сэйю: Сакурай Такахиро
Молодой светловолосый парень, сын политического деятеля, был раньше партнёром Дзё в подразделении «Фантом». Выполняет роль лидера группы главных героев, защищая Сану и направляя Дзё. По характеру очень позитивный, очаровательный и амбициозный, не использует «силу гладиатора», как Дзё, однако тоже является сильным бойцом. Скрывает тёмную тайну от главных героев.
Гора (яп. ごら)
Сэйю: Янаги Наоки
Уличный подросток, которого подобрал Дзин в качестве охранника, однако является ненадёжным товарищем, Сану обычно называет принцессой.
Торадзи Сиба (яп. 司馬虎二)
Сэйю: Хидэо Исикава
Капитан команды пиратов Исин, носит самые роскошные пиратские костюмы, и кимоно связанное в неправильную сторону. Несмотря на свой необычный характер и стиль одеваться, смертельно опасен в бою. В прошлом связан с подразделением «фантом» и знает о нём больше, чем кажется.
Макхимус Дрейк (яп. マキシマス・ドレイク Макисимасу Дорэйку)
Сэйю: Тору Окава
Главный злодей истории и командир элитного подразделения «Фантом», обладает чрезмерно огромной властью из-за чего некоторые чиновники усердствуют, чтобы подорвать его планы.
Ренни Викро (яп. レニー・ヴィクロー Рэни Викуро)
Сэйю: Мэгуми Тоёгути
Второй командир после Максимуса, она очень холодная и жестокая женщина, получает огромное удовольствие, когда срывает планы сепаратистов, уничтожая их. Очень хорошая в стрельбе и может хорошо поражать цель на дальних расстояниях. Между ней и остальными членами Фантома существуют странные отношения.
Стив (яп. スティーブ Сутибу)
Сэйю: Кэнта Миякэ
Третий командир после Максинуса и Ренни. Сам лысый и имеет татуировку на лице. Представляет собой образцового солдата Фантома. Может также видеть чётко грань между плохим и хорошим, и показывать сочувствие.
Кинг Ланг (яп. 青狼 Кинг Ланг)
Сэйю: Дзюн Фукуяма
Самый молодой член Фантома, во время боя использует карты таро, и получает огромное удовольствие, когда перед боем читает фортуны, наговаривая на врагов смерть. Способен с большого расстояния чуять порох.

## Список серий аниме
| #  | Название                  | Дата выхода |
| -- | ------------------------- | ----------- |
| 01 | Ад «Нараку» (奈落)        | 2006-07-26  |
| 02 | Безумие «Коюки» (凶気)    | 2006-08-02  |
| 03 | Пираты «Вако» (倭寇)      | 2006-08-09  |
| 04 | Вторжение «Сюурай» (襲来) | 2006-08-16  |
| 05 | Комбо «Рэндан» (連弾)     | 2006-08-23  |
| 06 | Волнения «Босо» (暴走)    | 2006-09-13  |
| 07 | Стратегия «Сакубо» (策謀) | 2006-09-20  |
| 08 | Утрата «Сёсицу» (喪失)    | 2006-09-27  |
| 09 | Помощь «Кюусай» (救済)    | 2006-10-04  |
| 10 | Решение «Кэцуй» (決意)    | 2006-10-11  |
| 11 | Красота «Бидзин» (美神)   | 2006-10-18  |
| 12 | Мир «Сэкай» (世界)        | 2006-10-25  |

## Критика
Согласно мнению представителя Innocent Venus, сериал ничем не примечателен и похож на шоу: разрушенный мир, классовая сегрегация и жестокое государство, которое охотится на девочку (с уникальными способностями и полной амнезией) и конечно же пылкий ничем не примечательный уличный мальчишка, который стремится всем помочь, разве не знакомый сюжет? Все герои очень стереотипны, начиная от главных героев, до жестокой женщины-командира и злодея-психопата к китайскими глазами, который убивает картами. Сюжет представляет собой солянку боевых клише и экзотических терминов, заимствованным вероятно из латинского языка. Однако здесь есть и свои плюсы, в частности отсутствуют затяжные диалоги между персонажами, зрителю достаточно понять проходящее и без слов. 

## Музыка
Открытие
- Noble Roar исполняет: Ёсэй Тэйкоку

Концовка
- Brand New Reason исполняет: Fleet